# Bimby

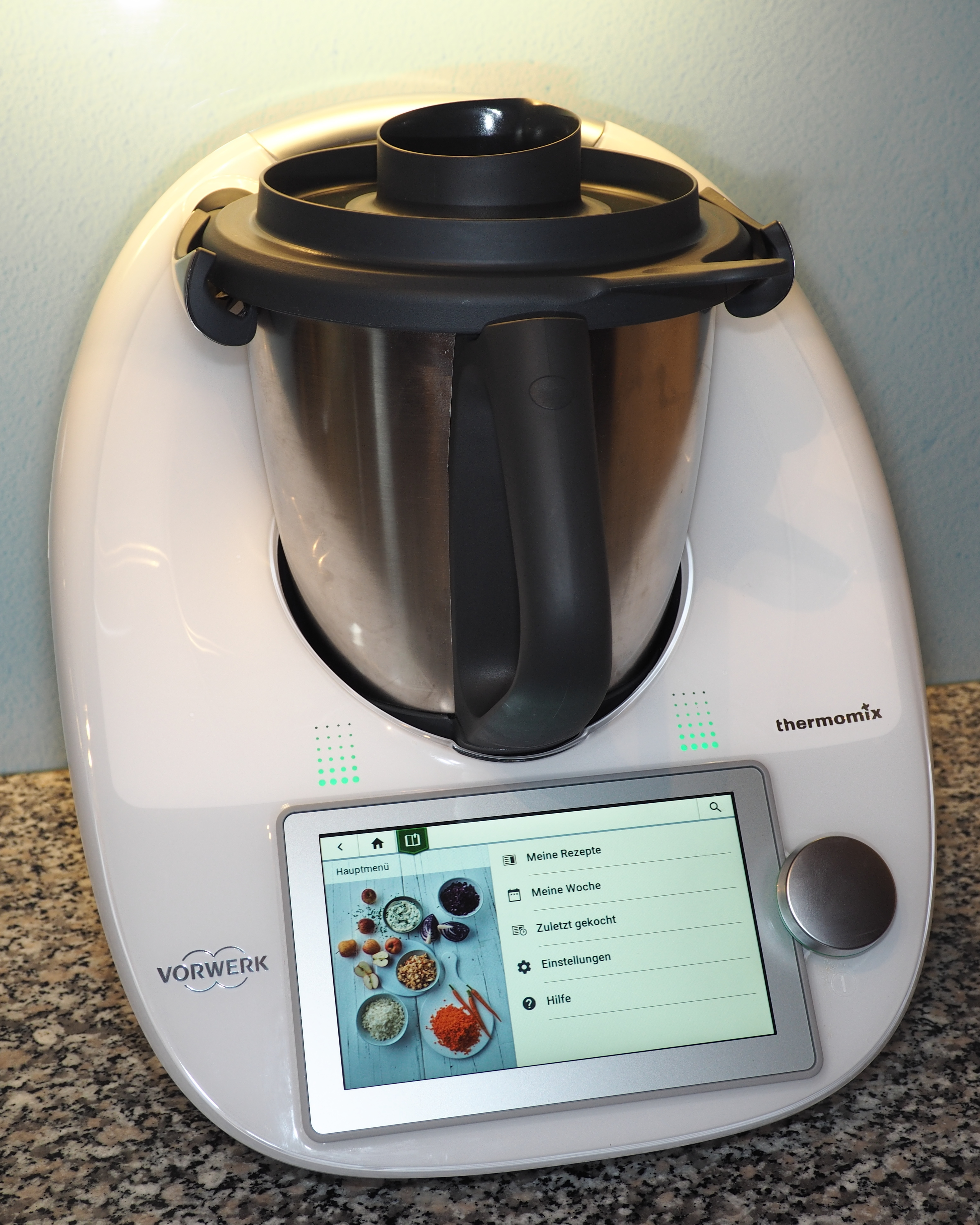
Bimby TM6 (2019).

A Bimby, conhecida como Thermomix fora de Portugal e Itália, é um robô de cozinha fabricado pela companhia alemã Vorwerk, na cidade de Wuppertal. O eletrodoméstico é capaz de realizar diferentes funções como cortar, misturar, amassar, ferver, ferver e cozinhar no vapor. Sua primeira versão data de 1961, e no total foram produzidas 10 versões diferentes deste multiprocessador que foi desenvolvido por 120 engenheiros e 800 especialistas técnicos. O produto não é vendido em lojas, apenas por meio de agentes comerciais que visitam as residências dos clientes interessados.

## História
A Bimby nasceu como resultado de uma série de liquidificadores desenvolvidos pela Vorwerk que originalmente chamou-se «VKM5», em 1961. Na primeira versão o eletrodoméstico possuía sete funções: mexer, amassar, cortar, raspar, misturar, moer e liquidificar. A justificativa para o desenvolvimento do aquecimento do aparelho vem do diretor-gerente da Vorwerk França, que por volta de 1970 teve a ideia de projetar uma máquina que pudesse misturar e cozinhar simultaneamente, para fazer sopas e papas para bebés, o que é bastante popular em França. Em 1971, a Thermomix VM 2000 original foi lançada no mercado – primeiro em França, depois em Espanha e Itália. O nome «Thermomix» surge da união da palavra grega thermo que significa aquecer e de mix que significa misturar em inglês. Em Itália e Portugal, é vendido sob a marca Bimby, o nome surge da palavra italiana Bimbo que significa bebé, pois o eletrodoméstico é regularmente utilizado para fazer as papas das crianças.

### Cronologia dos modelos
1. Thermomix VKM5 (1961)
2. Thermomix VM 10 (década de 1960)
3. Thermomix VM 2000 (1971)
4. Thermomix VM 2200 (1977)
5. Thermomix TM 3000 (1980)
6. Thermomix TM 3300 (1982)
7. Thermomix TM 21 (1996)
8. Thermomix TM 31 (2004)
9. Thermomix TM 5 (2014)
10. Thermomix TM 6 (2019)
11. Thermomix TM 7 (2025)

### Em Portugal
A Thermomix chegou oficialmente a Portugal em 2000 sob o nome Bimby, embora já fosse revendido de forma não oficial no país. Em 2012, ano de plena crise económica no país, o robô teve seu apogeu de vendas com 35.000 unidades.